# Day After Tomorrow (album)
Pour les articles homonymes, voir Day After Tomorrow.
Albums de Joan Baez
Bowery Songs
(2005)
Day Afer Tomorrow est un album de Joan Baez paru fin 2008.

## Titres
| 1.    | God Is God                 | Earle             | 3:29 |
| 2.    | Rose of Sharon             | Gilkyson          | 3:34 |
| 3.    | Scarlet Tide               | Costello, Burnett | 2:25 |
| 4.    | Day After Tomorrow         | Waits, Brennan    | 5:31 |
| 5.    | Henry Russell's Last Words | Jones             | 3:37 |
| 6.    | I Am a Wanderer            | Earle             | 2:30 |
| 7.    | Mary                       | Griffin           | 3:54 |
| 8.    | Requiem                    | Gilkyson          | 3:55 |
| 9.    | The Lower Road             | Gilmore           | 4:11 |
| 10.   | Jericho Road               | Earle             | 3:29 |
| 36:35 |                            |                   |      |

## Musiciens
- Joan Baez : chant, guitare
- Steve Earle : guitare, harmonium, tamboura, chœurs
- Viktor Krauss : basse
- Kenny Malone : batterie, percussions
- Tim O'Brien : violon, mandoline, bouzouki, chœurs
- Darrell Scott : guitare, dobro, bouzouki, guitare hawaïenne, banjoline, chœurs
- Thea Gilmore, Siobhan Maher-Kennedy : chœurs